# West Manchester
West Manchester és una població dels Estats Units a l'estat d'Ohio. Segons el cens del 2000 tenia 433 habitants.

## Demografia
Segons el cens del 2000, West Manchester tenia 433 habitants, 168 habitatges, i 124 famílies. La densitat de població era de 726,9 habitants per km².
Dels 168 habitatges en un 38,7% hi vivien nens de menys de 18 anys, en un 60,7% hi vivien parelles casades, en un 10,7% dones solteres, i en un 25,6% no eren unitats familiars. En el 22% dels habitatges hi vivien persones soles el 8,3% de les quals corresponia a persones de 65 anys o més que vivien soles. El nombre mitjà de persones vivint en cada habitatge era de 2,58 i el nombre mitjà de persones que vivien en cada família era de 3,06.
Per edats la població es repartia de la següent manera: un 26,8% tenia menys de 18 anys, un 12% entre 18 i 24, un 30,7% entre 25 i 44, un 20,3% de 45 a 60 i un 10,2% 65 anys o més.
L'edat mediana era de 31 anys. Per cada 100 dones de 18 o més anys hi havia 93,3 homes.
La renda mediana per habitatge era de 34.063 $ i la renda mediana per família de 39.583 $. Els homes tenien una renda mediana de 32.000 $ mentre que les dones 20.781 $. La renda per capita de la població era de 16.968 $. Aproximadament el 4,3% de les famílies i el 7,7% de la població estaven per davall del llindar de pobresa.

## Poblacions més properes
El següent diagrama mostra les poblacions més properes.